# Ashraf Dehghani
Ashraf Dehghani née en 1949 est une révolutionnaire communiste iranienne, surtout connue comme le cheffe de la guérillera fedayin du peuple iranien (IPFG). Exposée à la politique progressiste dès son plus jeune âge, Dehghani rejoint, avec son frère, l'Organisation des guérillas des fedayin du peuple iranien (OIPFG), devenant la seule femme de son comité central.
En 1971, peu de temps après que l’OIPFG ait lancé sa lutte armée contre l'État impérial, Dehghani est arrêtée et emprisonnée par la SAVAK. En prison, Dehghani subit régulièrement la torture et les viol, ce qu’elle a raconte plus tard dans ses mémoires. Le temps passé en prison renforce son credo de matérialisme historique et renforce sa perspective antiautoritariste et féministe. En 1973, elle s'échappe de prison et rejoint l'OIPFG, devenant la figure de proue de sa faction d'extrême gauche après la révolution iranienne. Alors que la majorité de l’OIPFG s’éloigne de la lutte armée et accepte l’autorité de la nouvelle République islamique d’Iran, Dehghani continue à prôner la guérilla contre le nouveau gouvernement. En 1979, avec une minorité de membres de l'OIPFG, elle se sépare et forme les guérillas fedai du peuple iranien (IPFG), qui continuent à lutter contre le gouvernement. Après la répression de la rébellion kurde de 1979 (en) en Iran, Dehghani et sa faction fuit le pays vers l'Europe, où elle est présumée vivre clandestinement.

## Biographie

### Jeunesse
Ashraf Dehghani nait en 1949,  dans une famille de la classe ouvrière en Azerbaïdjan iranien. Elle est élevée dans un foyer politiquement progressiste, où, dès son plus jeune âge, ses parents lui racontent des histoires sur le gouvernement populaire d'Azerbaïdjan. À l'école, elle se forgée une réputation d'agitatrice politique, et est dénoncée à la SAVAK par son propre professeur pour avoir écrit un essai critiquant l'État impérial. Après avoir terminé ses études, elle devient enseignante dans un village azerbaïdjanais pauvre.
Bien qu'elle ait promis à la SAVAK de cesser ses activités politiques elle  continue son agitation politique sous l'aile de son frère aîné Behrouz (az) et son ami, le critique social iranien Samad Behrangi. À la fin des années 1960, Dehghani rejoint son frère dans l'Organisation des guérilleros fedaïs du peuple iranien (OIPFG), devenant la seule femme de son comité central. 

### Emprisonnement
Le 8 février 1970, l'OIPFG lance sa première attaque contre l'État impérial, avec un assaut contre la gendarmerie à Siahkal. Au lendemain de l’attaque, des actions révolutionnaires éclatent en Iran, auxquelles la SAVAK répondu par une répression violente. Dehghani continue ses activités et, le 13 mai 1971, elle est arrêtée par la SAVAK et condamnée à dix ans de prison. Pendant son séjour à la prison d'Evin, elle déclare avoir été régulièrement torturée et violée par la SAVAK. Elle refusée de coopérer avec ses interrogateurs en restant toujours silencieuse. Ils essaient de lui faire peur en lâchant un serpent sur son corps, s'attendant à ce qu'elle soit effrayée mais cela ne suscite aucune réaction de sa part. Elle en conclut que ses tortionnaires croient que les femmes sont faibles sans comprendre pourquoi.
Tout au long de sa peine, elle reste fidèle à sa croyance dans le matérialisme historique et l’inévitabilité de la révolution sociale. Elle  développé sa propre analyse de l'autoritarisme de l'État impérial, concluant que le système est intrinsèquement faible car il ne peut réprimer la dissidence, même en usant de torture. Elle note la discrimination de classe avec laquelle la SAVAK traite les femmes de différentes classes sociales — les travailleuses du sexe sont maltraitées par les gardes, tandis que les dissidentes de la classe supérieure reçoivent des cellules privées entièrement meublées. Elle rapporte la haine que les femmes emprisonnées affichent envers Ashraf Pahlavi lors de sa visite. Bien qu'elle pense que les femmes de la classe ouvrière sont doublement exploitées, elle  suggère que les femmes qui ont atteint une conscience de classe ont besoin de partenaires masculins conscients de leur classe, afin de construire ensemble une société sans classes. Dehghani oppose les « femmes réactionnaires » aux « êtres humains », affirmant que ces dernières sont des femmes engagées dans la lutte des classes dans le but d’atteindre la liberté et l’égalité sociale.
Le 13 mars 1973, elle s'échappe de prison vêtue d'un tchador et retourne travailler avec l'OIPFG. Ses mémoires sur ses luttes en prison, Torture and Resistance In Iran, sont publiés l'année suivante à Londres et interdits de publication en Iran jusqu'au déclenchement de la révolution iranienne. Ayant fui le pays après son évasion de prison, Dehghani est restée en exil jusqu'à ce que la Révolution éclate. Au cours de la période suivante, on ne sait pas exactement où elle se trouvait.

### Activités post-révolutionnaires
Après la Révolution, le Parti Tudeh et la majorité des membres de l’OIPFG s'écartés du programme de lutte armée, affirmant que la tactique est dépassée et accusant ses partisans d’ultra-gauchisme. Dehghani est l'une des dirigeantes de l'OIPFG qui continuent à prôner la guérilla. Elle est ensuite expulsée de l'OIPFG. Elle dénonce le révisionnisme et l'anticommunisme de la nouvelle direction de l'OIPFG, les accusant d'avoir abandonné les prisonniers politiques de l'organisation. Elle considère que le gouvernement de Khomeiny constitue un nouveau régime bourgeois, peu différent du Shah. Elle pense aussi que la lutte armée est toujours une tactique valable pour préparer les masses à une révolution sociale et pour construire une résistance à l’intervention impérialiste dans le pays.

Emblème de la guérilla fedai du peuple iranien (IPFG)

Dehghani emporte avec elle une minorité de membres de l'organisation et crée les guérillas fedai du peuple iranien (IPFG), qui s'engage à poursuivre la lutte armée contre le nouveau gouvernement iranien. À l’époque, l’IPFG est la seule organisation révolutionnaire dans laquelle les femmes siégent au comité central. Bien que le gouvernement comprenne que l'IPFG et l'OIPFG soient des organisations distinctes, le plaidoyer continu de l'IPFG en faveur de la lutte armée est utilisé comme prétexte pour réprimer les deux, et leurs centres sont attaqués par les khomeinistes.
Lorsque la rébellion kurde de 1979 éclate, la faction de Dehghani décide de la rejoindre, déclarant son soutien au Parti démocratique du Kurdistan (PDK) et combattant à ses côtés contre le Corps des gardiens de la révolution islamique (IRGC). En juin 1981, l'IPFG et le KDP sont rejoints par l'Organisation des Moudjahidines du peuple (MEK), qui décide de se lancer dans la lutte armée contre la République islamique. Après le MEK, l’IPFG de Dehghani devient l’un des groupes de guérilla les plus efficaces. Les membres de l’IPFG constituent  20 % des arrestations et des exécutions par les autorités.
En juillet 1981, le MEK et l’IPFG sont confrontés à une répression sévère de la part des autorités Plusieurs membres dirigeants du groupe sont tués et des conflits entre factions éclatent au sein de son noyau au Kurdistan, lui faisant perdre des centaines de partisans au cours des années suivantes. Cela conduit finalement à la disparition du groupe, ses membres survivants fuyant vers l'Europe. On sait peu de choses sur la vie de Dehghani après ce moment, bien qu'en 2007, on pensait qu'elle vit clandestinement en Allemagne.

## Héritage
Dans ses mémoires, Dehghani décrit ses expériences de torture par la SAVAK et fournit une analyse de la politique iranienne. Dans l'introduction de son autobiographie, sa « résistance héroïque » est présentée par l'IPFG comme « un exemple du courage et de la détermination des révolutionnaires iraniens ». Hamideh Sedghi a dit plus tard de Dehghani : « Les universitaires iraniens et les féministes ont largement ignoré l'histoire de Dehghani. Elle a eu une vie et des expériences uniques : elle était une actrice politique non-conformiste, militante et provocatrice ».
Dehghani est la mentore de Roghieh Daneshgari, membre de l'OIPFG, qui la décrit comme une « combattante courageuse » contre l'État impérial. Le féminisme de Dehghani a inspiré les féministes iraniennes, et un certain nombre d'organisations de femmes créées pendant la révolution iranienne ont repris un certain nombre de ses idées. L'historienne Haideh Moghissi a caractérisé la vision de Dehghani sur le féminisme comme une vision qui « accepte explicitement la faiblesse des femmes ». Les tactiques de guérilla de Dehghani s'avérent être un modèle qui ne peuvent pas être suivi par la plupart des femmes, fournissant juste une image de femmes guérilleros comme source d'inspiration.